# 石丸昌彦
石丸 昌彦（いしまる まさひこ、1957年 - ）は、日本の医学者、精神科医。愛媛県出身。東京医科歯科大学医学部卒業（医学博士）後、精神科医として臨床に従事。桜美林大学教授、放送大学教授を歴任。専門は精神医学。

## 来歴
1979年東京大学法学部卒業後、東京医科歯科大学医学部卒業（医学博士）。精神保健指定医、日本精神神経学会認定専門医。精神科医として臨床に従事する。東京医科歯科大学附属病院、鶴見台病院(大分県)、針生ヶ丘病院(福島県)、東京医科歯科大学難治疾患研究所、米国ワシントン(セントルイス)大学に勤務。2000年から桜美林大学、2008年10月から2025年3月まで放送大学で教鞭を取る。現在、放送大学教授（学部：生活と福祉コース、大学院：生活健康科学プログラム）。専攻は精神医学。

## 主たる著書
- NHKラジオ こころをよむ『こころの病で文化をよむ』 NHK出版　2024年6月（ISBN: 9784149110905）
- 『老いと祝福』 日本キリスト教団出版局 2022年10月 (ISBN: 9784818411142)
- 『精神医学特論（改訂新版）』 放送大学教育振興会 2022年3月 (ISBN: 9784595141720)
- 『精神疾患とは何だろうか』 左右社 2021年2月 (ISBN: 9784865280180)
- 『精神疾患とその治療』 放送大学教育振興会 2020年3月 (ISBN: 9784595321979)
- 『神さまが見守る子どもの成長 : 誕生・こころ・病・いのち』 日本キリスト教団出版局 2020年2月 (ISBN: 9784818410565)
- 『精神障害とキリスト者 : そこに働く神の愛』 石丸, 昌彦 (担当:監修) 日本キリスト教団出版局 2020年1月31日 (ISBN: 9784818410510)
- 『今日のメンタルヘルス : 健康・医療心理学の実践的展開』 放送大学教育振興会 2019年3月 (ISBN: 9784595319372)
- 『死生学のフィールド』 石丸, 昌彦, 山崎, 浩司 放送大学教育振興会 2018年3月 (ISBN: 9784595318726)
- 『健康への歩みを支える ～ 家族・薬・医者の役割』 キリスト教カウンセリング講座ブックレット19(キリスト新聞社) 2016年8月
- 『精神医学特論（新訂）』 石丸, 昌彦, 広瀬, 宏之 放送大学教育振興会 2016年3月 (ISBN: 9784595140655)
- 『パラダイム・ロスト : 心のスティグマ克服、その理論と実践』 Stuart, Heather L, Arboleda-Flórez, Julio, Sartorius, N., 石丸, 昌彦 中央法規出版 2015年6月 (ISBN: 9784805851920)
- 『統合失調症とそのケア』 キリスト教カウンセリング講座ブックレット8(キリスト新聞社) 2010年5月